# Крячок мекранський
Крячок мекранський (Sternula saundersi) — вид сивкоподібних птахів підродини крячкових (Sterninae) родини мартинових (Laridae).

## Поширення
Вид поширений вздовж узбережжя північно-західної частини Індійського океану. Гніздиться вздовж узбережжя Червоного моря на південь до Сокотри і Сомалі, а також навколо Перської затоки до північно-західної Індії , Шрі-Ланки, атолу Адду (Мальдіви) та Амірантських островів Сейшельського архіпелагу. Птахи з північно-східної Африки взимку мігрують на південь аж до Танзанії, а птахи з Червоного моря також мігрують на південь у межах ареалу розмноження. Птахи на південному сході Сомалі, у Судані та Сокотрі є осілими. Інші популяції мігрують на схід до західного узбережжя Індії, Шрі-Ланки, Лаккадівських островів, Мальдівських островів, Сейшельських островів і Малайзії.

## Опис
Птах завдовжки 20-28 см, важить 40-45 грамів і має розмах крил 50-55 см. Вид схожий на свого близького родича, малого крячка, зокрема має біле тіло, жовтий дзьоб із чорним кінчиком і чорну шапку з білою плямою на лобі. У своєму шлюбному оперенні він вирізняється прямою окантовкою на лобі, має більш чорні зовнішні частини та темніші ноги та ступні порівняно з яскраво-жовтими ногами малого крячка. Позашлюбним оперенням вони дуже схожі.